# 白鳥久美子
白鳥久美子（しらとり くみこ、1981年〈昭和56年〉12月11日 - ）は、日本のお笑い芸人・女優で、お笑いコンビたんぽぽのメンバー。
福島県郡山市出身。ホリプロコム所属（ホリプロから2011年移籍）。

## 来歴
日本大学東北高等学校から、 日本大学芸術学部に進んで演劇学科演技コースを卒業。大学卒業後は舞台で役者として活動、いくつかの劇団を転々とし、卒業のおよそ1年半後に役者を辞め地元で就職しようと、一旦、福島に帰ったこともあったが、「芸人になりたい」と思いを強めて再び上京する。2007年の夏にお笑い芸人に方向を変え、オーディションに合格してホリプロ所属となる。同年中に「ホリプロお笑いジェンヌライブ」などに出演して芸人のデビューを果たし、その頃から同じホリプロ所属のORIEとコンビを組み、同年末まで「南風」,
のち「オリトリー」として活動していた。2008年10月からコンビを変え、同じホリプロ所属の川村エミコと「たんぽぽ」として活動を始めると同年のM-1グランプリに出場、またお笑いライブや『キャラ☆キング』等にも定期的に出演して以降は、たんぽぽ名義にほぼ一本化している。2009年にはR-1ぐらんぷり2009に出場するが、3回戦で敗退した。
31歳を機に初エッセイ『処女芸人』（2012年）を出版した。その契機は、30歳まで処女であったため。同年前期のNHK連続テレビ小説「梅ちゃん先生」で園田江美の配役を得て全26週のうち前半と後半のはじめに出演したならびに第19週。
2015年3月13日放送の「笑神様は突然に…」では「チーム白鳥の里帰り」という企画があり、相方の川村に加えて藤本敏史（FUJIWARA）と小沢一敬（スピードワゴン）と共に、故郷の福島県郡山市を訪れた。そこで学生時代の友人が営む喫茶店でかわした会話をきっかけに、6年越しの片思いの相手であるチェリー吉武（WAHAHA本舗）に急遽、電話で告白する。その結果「とても素敵な人だし、僕みたいなのでよければ。まずは距離を縮めたい」とOKをもらった。この事はネット上で「今まで異性との交際経験のなかった白鳥に初めて彼氏ができた」と話題になり、「この番組で初めて泣いた」「マジ泣きした」「勇気づけられました」など多数の感想が挙がっている。またOKをもらった際はその友人や川村も思わず感極まって涙し、告白を後押した小沢がもらい泣きすると、藤本は「『俺のおかげ』みたいな顔すんなお前！ なんや、さっきからずっと！」と突っ込んだ。この収録では白鳥の父親が「秋桜」を弾き語りし、この回の「最も笑神様が降りていたシーン」に選ばれている。
2018年8月26日、『24時間テレビ 「愛は地球を救う」』にて行われたサプライズプロポーズ企画でチェリー吉武との婚約を発表し、同年11月28日、婚姻届を提出した。
2020年4月8日には新型コロナウイルス感染を公表。自宅待機し、4月24日をもって健康観察が解除となった。本来は同年6月2日に結婚式を挙げる予定のところ、白鳥の罹患などがあり中止されたままであったが、8月23日放送の『新婚さんいらっしゃい!』（ABCテレビ・テレビ朝日系）に出演すると、同番組内でリモート結婚式を挙げる。
子どもは女児と男児がある（2025年2月時点）。

## 人物
小学生時代は普通に可愛い顔だったようで、自分で自分を「宮沢りえに似ている」と自負していた。また当時はあだ名も普通に「くーちゃん」「くみちゃん」と呼ばれた。中学生時代、名前が綺麗なためか、隣のクラスの男子が「白鳥久美子って誰だー?」と訪ねてきた。しかし白鳥の顔を見た男子は幻滅したらしくさっさと去っていき、白鳥自身、自分の名前のイメージを呪った記している。コンプレックスは顎が大きいこと。
中学時代は応援団員として活動。通っていた中学校では、創立以来初の女子応援団員だった。またこの時期にL'Arc〜en〜Cielのファンになり、ライブネームは「時雨」（しぐれ）を名乗っていた。高校時代は演劇愛好会で活動し、この時に山田かまちに傾倒、恋に落ちるほど好きになる。
生まれてから長らく異性との恋愛経験がなかった）。ファーストキスの経験はあるが、芸人同士の飲み会でやらされた罰ゲームだった。
水泳が苦手で、水深く潜るのを怖がる。高圧送電線の観察が趣味のうちにあり、ブログに時々、鉄塔の写真を載せている。

## 芸風
『たんぽぽ』の初期には黄色を基調とした衣装で出演することが多く、緑の衣装で出演する時も多くなっている（相方の川村の衣装は朱色）。
代表的な作品「学級委員長コント」は、セーラー服姿で演じることが多い。ホームルームの状況描写などを織り交ぜ、自らを仲間由紀恵と形容することもある。また、第3のキャラクターに扮して、一人コントを演じることもある。
自分の顔の形を「ペリカン」「ナン」「フランスパン」（バゲット）「ばかうけ」（栗山米菓の米菓）などと形容して、ネタにすることがある。給料を月に「54万」もらうと述べた（2015年時点）。

## 家族
3歳下の弟がいる。
2021年4月2日、第1子妊娠を発表。2021年8月18日には自身のブログで、8月17日に女児を帝王切開で出産したと報告した。
2023年6月5日、第2子妊娠を発表。同年10月9日に男児を出産。

## 出演

### 映画
- 男子高校生の日常（2013年10月12日公開）- 文学少女 役[40]

### テレビ

#### バラエティ番組
- ジャンプ!○○中 （フジテレビ、2007年10月17日）
- オトコ脳オンナ心 （フジテレビ、2007年12月31日）
- モテケン （テレビ東京）
- 伊集院光のばんぐみ （日本BS放送）- 伊集院光に芸などを認められた形で出演が決まる。
- 伊集院光のしんばんぐみ （BS11）- 準レギュラー
- メディアッティ調査隊 （メディアッティかながわ）
- IJP イジュウインパーク （TOKYO MX）
- 芸能人格付けチェック!これぞ真の一流品だ！ 2011お正月スペシャル（朝日放送、2011年1月1日）
  - 格付けチェック「演出」のドラマに出演。
- AKBINGO!（日本テレビ、2011年8月24日）
- 仕事ハッケン伝 涙と笑いの "仕事始め" スペシャル（NHK総合、2012年1月4日）
- おはスタ（テレビ東京、2012年6月11日 - 15日）- おはガールドラマに出演、おはガールちゅ！ちゅ！ちゅ！のマネージャーを務めた。
- run for money 逃走中（フジテレビ、2012年8月28日、2013年1月6日、13日、9月29日、2014年1月5日、2015年7月19日）[45]
- 女子力アップ!与論旅（鹿児島読売テレビ、2012年9月22日）
- くりぃむクイズ ミラクル9（テレビ朝日、不定期出演）
- サタふく（福島テレビ、2013年4月-  、月1回出演）
- 旅ずきんちゃん 〜全日本のほほ〜ん女子会〜（中部日本放送、2013年4月- 2018年3月）
- 東北Z「TOHOKUメンコイらぼ」（NHK仙台放送局、2012年11月 - 2016年3月、不定期出演）
- ふたり道〜ちょっと役立つ不思議な教習所〜（BS日テレ、2013年10月 - 2014年3月）- 自動車教習所生徒 役（第12話）
- おんがくブラボー（NHK Eテレ、2015年10月7日–）- しらとり 役
- チャント!（CBCテレビ、2019年4月1日–）- リポーター
- ふらっとあの街 旅ラン10キロ（NHK BSプレミアム、2019年6月19日）- 旅ランナー（〈世界遺産の街〉奈良編）
- ノギザカスキッツ ACT2（日本テレビ、2020年11月24日）

映像資料
- 光浦靖子 作・演出『村娘 大久保佳代子劇団』大久保佳代子 主演（Contents League、2011年2月）[出演者]：川村エミコ（たんぽぽ）/白鳥久美子（たんぽぽ）/みはる/福田麻衣/冨森ジャスティン/池谷のぶえ ほか。
- 『第6陣 恐竜の乱』DAIGO [ほか出演]（フジテレビジョン〈戦闘中〉、2014年11月）[出演者]：アントニー（マテンロウ）/白鳥久美子（たんぽぽ）/澤部佑（ハライチ）/ダレノガレ明美 ほか。
- 『七人のコント侍』第2期best selection （NHKエンタープライズ〈NHK DVD〉、2014年12月）[出演者]：富澤たけし、小峠英二/今野浩喜/森慎吾（オリエンタルラジオ）/白鳥久美子（たんぽぽ）/菊地亜美 ほか。
- 『アメトーーク ブルーーレイ』第32巻、雨上がり決死隊 [ほか出演]（テレビ朝日、2015年3月）[出演者]：ワッキー（ペナルティ）/白鳥久美子（たんぽぽ）/矢作兼（おぎやはぎ）/ケンドーコバヤシ ほか。
- 『一徹フィルム vol. 1』一徹、ちゃんもも◎、白鳥久美子（たんぽぽ） [出演]（nottv、2016年7月）〈#1〉CREATOR 01：ちゃんもも◎「moment.」〈#2・#3〉CREATOR 02：白鳥久美子（たんぽぽ）「ハレンチ女学園前編・後編」

#### テレビドラマ
- 梅ちゃん先生（NHK総合、2012年4月2日–）- 園田江美 役[14]
- 宮部みゆきミステリー パーフェクト・ブルー（2012年10月8日 - 12月17日、TBS）- 長嶋桃子 役
- 金曜プレステージ 事件屋稼業（フジテレビ、2013年5月17日）- ジュエリーショップ店員 役
- ガリレオ 第2シーズン 第六章「密室る」（フジテレビ、2013年5月20日）- 潮見愛 役
- 天魔さんがゆく 第7話（2013年9月9日 、TBS）- 女優霊 役
- ハクション大魔王（フジテレビ、2013年11月17日）- 金田ママ 役
- サザエさん アニメ＆ドラマで2時間半SP（フジテレビ、2013年12月1日）- 黒ネコのセーターの婦人 役
- スペシャルドラマ 奇跡の教室（日本テレビ、2014年6月28日）- クミコ 役
- ドラマ24 不便な便利屋 第1話（テレビ東京、2015年4月10日）- 女優 役（友情出演）
- なんでやねん受験生（フジテレビTWO、2015年8月30日）- ピンクレディー 役[46]
- メディカルチーム レディ・ダ・ヴィンチの診断（関西テレビ、2016年10月 -）- 里見藍 役
- 水戸黄門（BS-TBS、2017年10月18日）- 第3話 旅籠で格さん瓜二つ（福島宿） とよ役（ご当地起用）
- ミューブ♪〜秘密の歌園〜（2018年）- ウラミユの母

### 吹き替え
- ANISAVA（テレビ埼玉、2016年1月–）- ミシェル 役[47]

### ラジオ
- こでらんに5 （NHK福島放送局、2018年4月6日–）- 金曜日パーソナリティー[注釈 4]
  - まんまるにゲスト出演[50]。
- ラジオマンガ 「ちはやふる」（2018年12月30日、NHKラジオ第1）

### エッセイ
- 『処女芸人』扶桑社、2012年12月8日。CRID 1130282272918726784。ISBN 9784594067328。副題：『I'm a virgin comedienne』

## 受賞歴
- 2020年 - ギネス世界記録「ペアで1分間、何回キスができるか？」を更新。出演した番組の収録で挑戦し[1]、それまで258回だった記録を277回に更新して世界一に輝いた[51]。

## 主な資格、検定
英検4級取得。国家資格のひとつ保育士試験に合格したと自身のブログにて報告した（2022年1月24日時点）。